# HEBO-Webschule

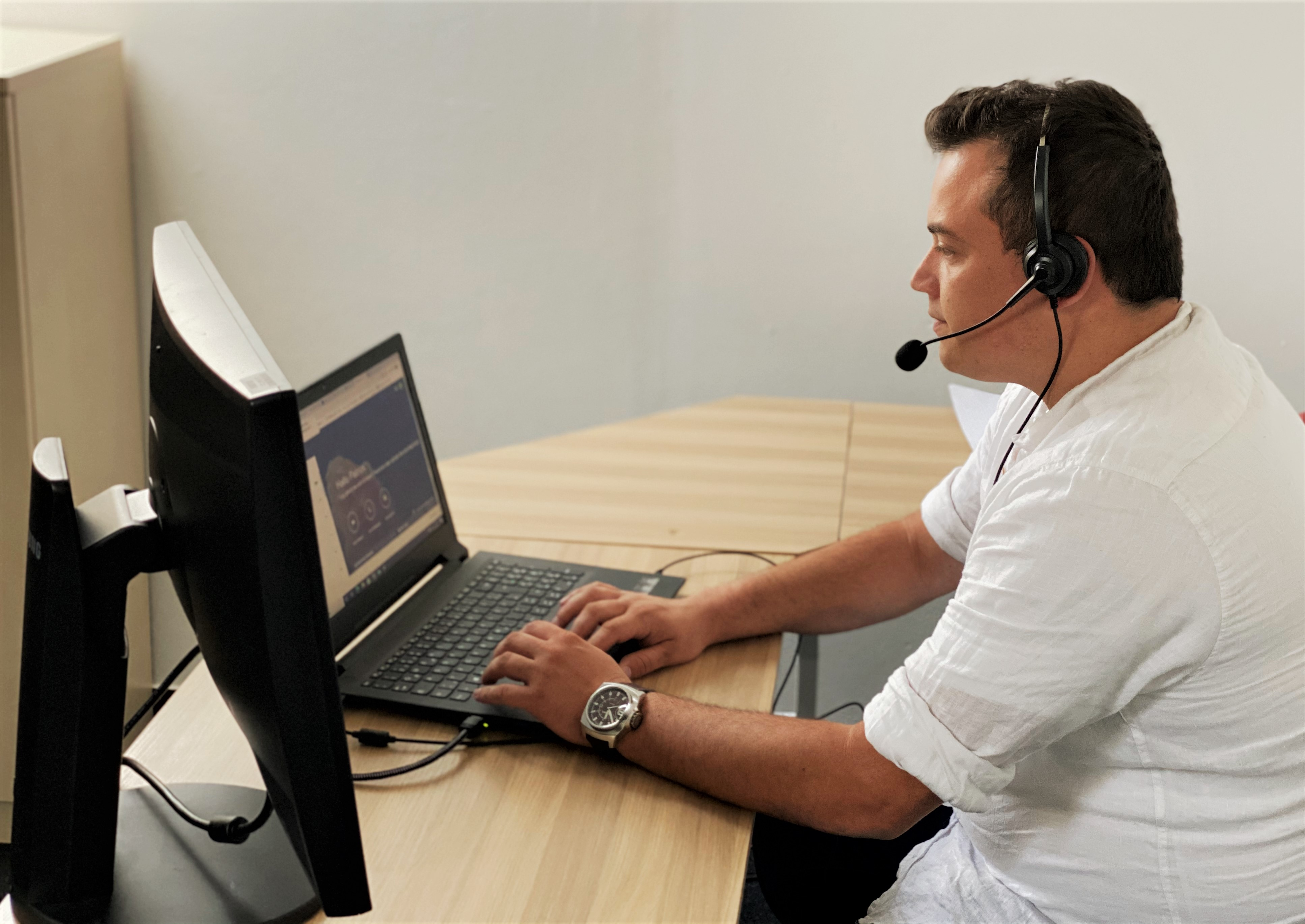
Ein Lehrer der HEBO-Webschule in seinem Büro.

Die HEBO-Webschule ist eine reine Fernschule bzw. Internetschule, in der Schüler deutschlandweit, teilweise auch im Ausland, komplett über Videochat beschult werden. Die Beschulung über Videochat kann übergangsweise und in Kooperation mit der Heimatschule geschehen oder als Vollbeschulung mit der Vorbereitung auf den Schulabschluss. Entscheidend hierbei ist, dass die Schüler von der Schulpflicht befreit sind, da die Teilnahme am Online-Unterricht die Erfüllung der Schulpflicht nicht gewährleistet. Zwar ist die Webschule von der Staatlichen Zentralstelle für Fernunterricht als Fernlehranbieter zugelassen, jedoch legitimiert dies nicht den Besuch einer reinen Onlineschule. Folglich sind die Schüler beispielsweise aus gesundheitlichen Gründen von der Schulpflicht befreit oder aus beruflichen Gründen (Dreharbeiten bei Schauspielern oder Wettkämpfe bei Sportlern) beurlaubt. Zudem besuchen Schüler, die mit ihrer Familie im Ausland leben und keinen Zugang zu einer Deutschen Schule haben, die Internetschule.

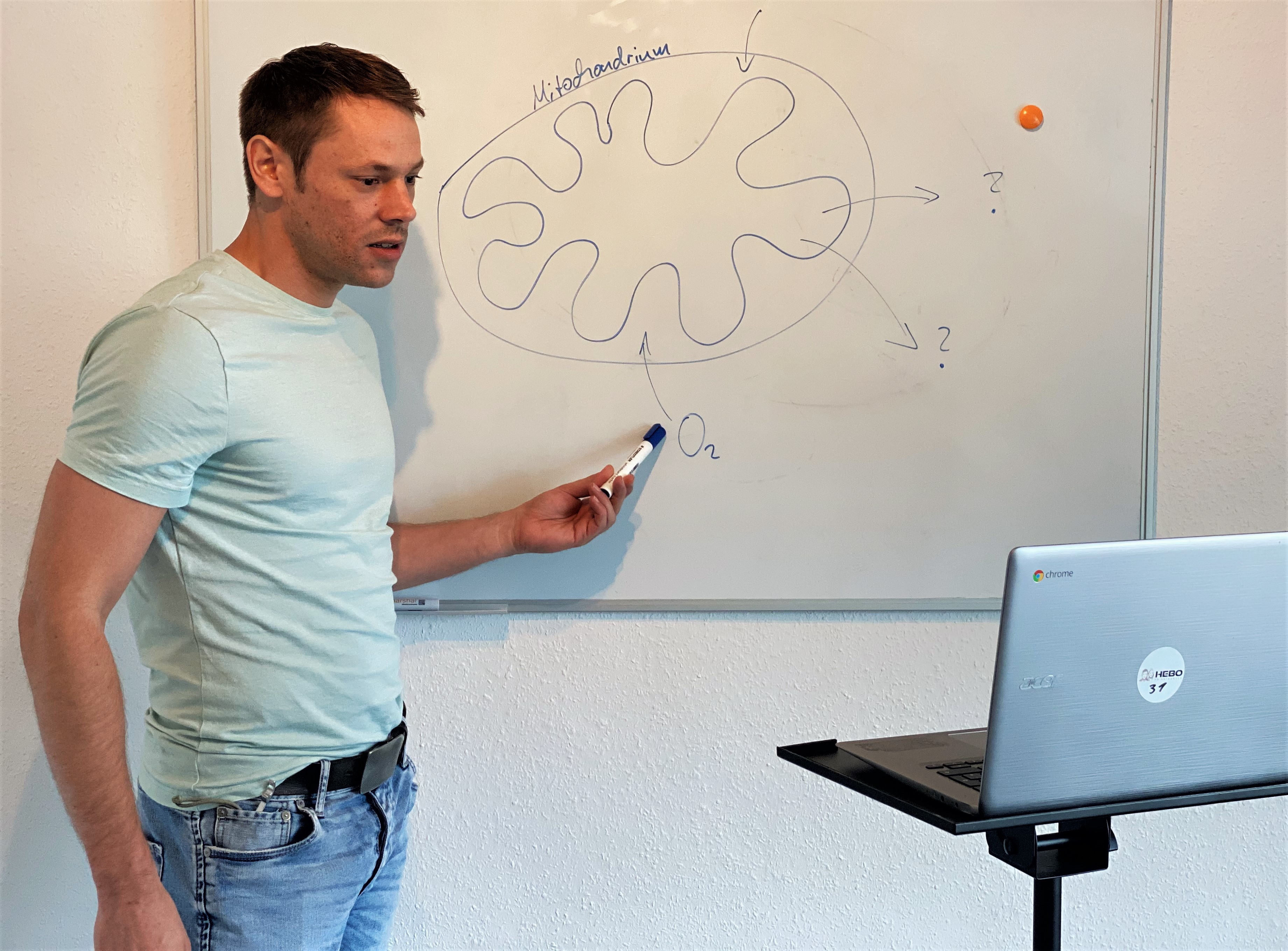
Ein Lehrer der Internetschule unterrichtet online mit einem „klassischen“ Whiteboard

## Geschichte
Die Internetschule wurde 2019 gegründet.

## Unterrichtsmodelle
Der Unterricht gliedert sich in folgende Modelle. Normalerweise besteht der Unterricht aus einer Mischform zwischen Videounterricht im 1 zu 1 und Aufgaben im Selbststudium, wobei die Lehrkräfte ganztägig im Chat oder per E-Mail zur Verfügung stehen. Eine andere Alternative ist der digitale Klassenunterricht, bei dem die Klassen nach Stundenplan über Videochat unterrichtet werden.
Das Team der Webschule setzt sich u. a. aus Lehrkräften mit Lehramtsstudium, Psychologen, Lerntherapeuten und Sozialpädagogen zusammen. Somit entsteht eine Mischung aus verschiedenen Professionen, die über Wissen im pädagogischen Bereich verfügen und sich individuell auf die Schüler einstellen können.